# Saison 2020-2021 de la Ligue féminine 2 de basket-ball
Navigation
2019-2020 2021-2022
La saison 2020-2021 de LF2 est la onzième édition du championnat de Ligue féminine 2. Le deuxième niveau du championnat oppose douze équipes françaises en une série de vingt-deux journées durant la saison régulière de basket-ball.

## Formule de la compétition
Douze équipes s'affrontent lors de la saison régulière sous forme de matches aller-retour, soit un total de vingt-deux journées. À l'issue de la ving-deuxième journée de phase régulière, les équipes classées onzième et douzième sont reléguées en Nationale féminine 1. Si l'une de ces deux équipes est le Centre fédéral, l'équipe classée dixième est relégué, le Centre fédéral étant automatiquement maintenu. Les équipes classées de première à la huitième position disputent les playoffs, sous forme de quart de finale, demi-finale et finale disputés au meilleur des trois manches. Lors des quarts de finale, le premier affronte le huitième, le second affronte le septième, le troisième affronte le sixième et le quatrième affronte le cinquième. Le vainqueur des playoffs est désigné champion de France de Ligue féminine 2 et est promu en Ligue Féminine.

## Saison régulière

### Classement
| \| Rang \| Équipe \| Pts \| J \| G \| P \| Pp \| Pc \| Diff \| \| ---- \| ---------------------------------- \| ----- \| -- \| -- \| -- \| ---- \| ---- \| ---- \| \| 1 \| Angers \| 41 \| 22 \| 19 \| 3 \| 1522 \| 1313 \| 209 \| \| 2 \| ToulouseF \| 39 \| 22 \| 17 \| 5 \| 1609 \| 1392 \| 217 \| \| 3 \| Reims \| 38 \| 22 \| 16 \| 6 \| 1618 \| 1367 \| 251 \| \| 4 \| AS Aulnoye-Aymeries \| 37 \| 22 \| 15 \| 7 \| 1652 \| 1488 \| 164 \| \| 5 \| MondevilleR \| 35 \| 22 \| 13 \| 9 \| 1477 \| 1453 \| 24 \| \| 6 \| Chartres \| 33 \| 22 \| 11 \| 11 \| 1579 \| 1612 \| -33 \| \| 7 \| Strasbourg Illkirch-GraffenstadenP \| 31 \| 22 \| 9 \| 13 \| 1395 \| 1482 \| -87 \| \| 8 \| Montbrison (+4) \| 30 \| 22 \| 8 \| 14 \| 1518 \| 1629 \| -111 \| \| 9 \| Saint-Paul Rezé (–4) \| 30 \| 22 \| 8 \| 14 \| 1378 \| 1537 \| -159 \| \| 10 \| La Tronche-MeylanP (+5) \| 29 \| 22 \| 7 \| 15 \| 1462 \| 1537 \| -75 \| \| 11 \| Calais (–5) \| 29 \| 22 \| 7 \| 15 \| 1498 \| 1570 \| -72 \| \| 12 \| Centre fédéral[a] \| 23[b] \| 22 \| 2 \| 19 \| 1214 \| 1522 \| -308 \| | Légende - Champion et promu en Ligue féminine de basket 2021-2022 en raison de l'annulation de playoffs - Place devant qualifier pour les playoffs avant leur annulation - Relégué en Nationale Féminine 1 - R : Relégué de LFB 2018-2019 - F : Finaliste de la saison 2018-2019 - P : Promu de Nationale 1 2018-2019 |     |    |    |    |      |      |      |
| Rang | Équipe | Pts | J  | G  | P  | Pp   | Pc   | Diff |
| 1 | Angers | 41  | 22 | 19 | 3  | 1522 | 1313 | 209  |
| 2 | ToulouseF | 39  | 22 | 17 | 5  | 1609 | 1392 | 217  |
| 3 | Reims | 38  | 22 | 16 | 6  | 1618 | 1367 | 251  |
| 4 | AS Aulnoye-Aymeries | 37  | 22 | 15 | 7  | 1652 | 1488 | 164  |
| 5 | MondevilleR | 35  | 22 | 13 | 9  | 1477 | 1453 | 24   |
| 6 | Chartres | 33  | 22 | 11 | 11 | 1579 | 1612 | -33  |
| 7 | Strasbourg Illkirch-GraffenstadenP | 31  | 22 | 9  | 13 | 1395 | 1482 | -87  |
| 8 | Montbrison (+4) | 30  | 22 | 8  | 14 | 1518 | 1629 | -111 |
| 9 | Saint-Paul Rezé (–4) | 30  | 22 | 8  | 14 | 1378 | 1537 | -159 |
| 10 | La Tronche-MeylanP (+5) | 29  | 22 | 7  | 15 | 1462 | 1537 | -75  |
| 11 | Calais (–5) | 29  | 22 | 7  | 15 | 1498 | 1570 | -72  |
| 12 | Centre fédéral | 23  | 22 | 2  | 19 | 1214 | 1522 | -308 |

1. ↑  Le CFBB ne peut être relégué.
2. ↑  1 point de pénalité pour le forfait face à Angers.

### Matches
mise à jour: 23 avril 2021
| Résultats (dom.\ext.)                                              | ANG   | AUA   | CAL   | CFD   | CHT    | LTM   | MOD   | MOB     | REI   | SPR   | SIG   | TOU   |
| Angers                                                             |       | 84-68 | 90-63 | 76-52 | 90-64  | 80-67 | 65-54 | 83-59   | 67-63 | 59-77 | 61-58 | 67-72 |
| Aulnoye-Aymeries                                                   | 64-71 |       | 84-71 | 85-64 | 105-59 | 80-71 | 74-67 | 92-78   | 78-57 | 82-58 | 72-66 | 70-60 |
| Calais                                                             | 58-67 | 59-72 |       | 78-65 | 56-61  | 68-72 | 63-48 | 69-74   | 66-87 | 80-68 | 81-52 | 77-89 |
| Centre fédéral                                                     | 0-20  | 48-62 | 55-72 |       | 67-70  | 65-64 | 51-68 | 82-86   | 41-72 | 51-61 | 52-63 | 54-68 |
| Chartres                                                           | 69-75 | 88-77 | 87-84 | 78-84 |        | 86-84 | 64-67 | 93-70   | 65-75 | 78-57 | 69-60 | 75-93 |
| La Tronche-Meylan                                                  | 55-64 | 72-63 | 70-69 | 68-51 | 63-71  |       | 63-67 | 59-66   | 62-76 | 78-64 | 67-61 | 50-55 |
| Mondeville                                                         | 58-78 | 81-72 | 71-65 | 65-53 | 80-70  | 63-61 |       | 75-82ap | 68-76 | 87-53 | 63-58 | 60-55 |
| Montbrison                                                         | 62-57 | 55-78 | 55-72 | 86-46 | 53-91  | 70-77 | 79-64 |         | 74-82 | 74-61 | 67-68 | 62-66 |
| Reims                                                              | 60-67 | 88-62 | 91-50 | 73-63 | 66-57  | 87-55 | 64-69 | 74-72   |       | 80-55 | 77-47 | 73-65 |
| Saint-Paul Rezé                                                    | 60-64 | 67-79 | 67-64 | 63-62 | 57-65  | 75-66 | 65-58 | 66-57   | 50-75 |       | 59-52 | 70-80 |
| Strasbourg Illkirch-Graffenstaden                                  | 59-62 | 45-71 | 70-71 | 95-64 | 68-66  | 83-69 | 62-70 | 76-74   | 64-59 | 75-69 |       | 62-60 |
| Toulouse                                                           | 71-75 | 79-62 | 75-62 | 69-44 | 81-53  | 73-69 | 80-74 | 98-63   | 70-63 | 71-56 | 79-51 |       |
| - Victoire à domicile - Victoire à l'extérieur - Match non disputé |       |       |       |       |        |       |       |         |       |       |       |       |

## Playoffs
En raison du retard pris par la saison régulière qui se terminera le 1er mai 2021, les playoffs sont annulés. L’équipe classée à la première place de la saison régulière est ainsi désignée championne de France.

## Récompenses individuelles et distinctions
| Récompenses de la saison | Récompenses de la saison | Récompenses de la saison  |
| Récompense               | Joueuse                  | Équipe                    |
| ------------------------ | ------------------------ | ------------------------- |
| Meilleure joueuse        | Shanavia Dowdell         | AS Aulnoye-Aymeries       |
| Meilleur cinq            | Isabelle Strunc          | Toulouse Métropole Basket |
| Meilleur cinq            | Kalis Loyd               | Toulouse Métropole Basket |
| Meilleur cinq            | Kekelly Elenga           | C’ Chartres BF            |
| Meilleur cinq            | Kankou Coulibaly         | UF Angers                 |
| Meilleur cinq            | Shanavia Dowdell         | AS Aulnoye-Aymeries       |